# 欧让-穆尔内德
欧让-穆尔内德（法語：Aujan-Mournède，法語發音：[oʒɑ̃ muʁnɛd]）是法国热尔省的一个市镇，属于米朗德区。该市镇于1822年由原市镇欧让（Aujan）和穆尔内德（Mournède）合并而成。

## 地理
欧让-穆尔内德（43°22'54"N, 0°30'9"E）面积8.46 平方千米，位于法国奧克西塔尼大區热尔省，该省份为法国西南部内陆省份，北起顺时针与洛特-加龙省、塔恩-加龙省、上加龙省、上比利牛斯省、大西洋比利牛斯省和朗德省接壤。
与欧让-穆尔内德接壤的市镇（或旧市镇、城区）包括：拉加尔德-阿尚、维奥藏、谢朗、蒙洛尔-贝尔内、蓬桑苏比朗、圣奥斯、萨马朗。

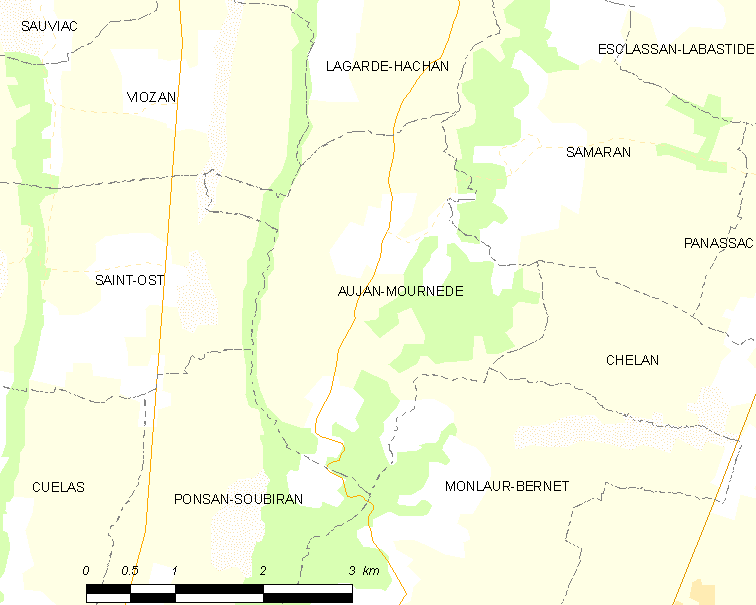
欧让-穆尔内德的OSM定位图

欧让-穆尔内德的时区为UTC+01:00、UTC+02:00（夏令时）。

## 行政
欧让-穆尔内德的邮政编码为32300，INSEE市镇编码为32015。

## 政治
欧让-穆尔内德所属的省级选区为阿斯塔拉克-日莫讷县。

## 人口

1962-2008年间欧让-穆尔内德人口变化图示

欧让-穆尔内德于2022年1月1日时的人口数量为90人。